# 赫伯特·克莱因
赫伯特·克莱因（德語：Herbert Klein，1923年3月25日—2001年9月25日），德国男子游泳运动员。他曾代表德国、德国联队参加1952年和1956年夏季奥林匹克运动会游泳比赛，其中1952年奥运会获得一枚铜牌。